# Alpe Gelchenwang
Die Alpe Gelchenwang ist eine der ältesten Alpen im Allgäu und liegt auf der Südseite des Berges Hochgrat.

## Geschichte
Gelchenwang wurde bereits im Jahre 1173 in einer Urkunde des Klosters St. Gallen erwähnt. Weitere beurkundete Erwähnungen aus dem 16-ten und 17-ten Jahrhundert beschreiben die Aufgliederung in die drei Leger  und Untergelchenwang, Gütle und Obergelchenwang. Lange bevor die Bewohner der Alpentäler einen Sinn für die Berge an sich, deren Ästhetik und ihre Formen entwickelten, benannten sie sie nach den Alpbetrieben. So hieß der Hochgrat bis ins 18-te Jahrhundert Obergölchenwanger Grat. Der Nebengipfel seines Nachbarn Rindalphorn heißt bis heute Gelchenwanger Kopf.

## Zuwege
Alle Alphütten sind über das Gunzesrieder Tal über eine Straße zur Scheidwangalpe zu erreichen. Dort führt ein Fahrweg direkt zur Untergelchenwanger Alphütte und ein Kiesweg weiter zur Alpe Gütle. Zur Obergelchenwanger Alphütte wurde eine asphaltierte Straße südlich um den Leiterberg herum errichtet.
Obergelchenwang liegt auf dem „Panoramaweg“, einem befestigten Wanderweg zwischen der Bergstation der Hochgratbahn und der Brunnenauscharte.

## Obergelchenwang
Die Alphütte steht unter Denkmalschutz und wird nicht öffentlich bewirtet.